# Motorola 68000

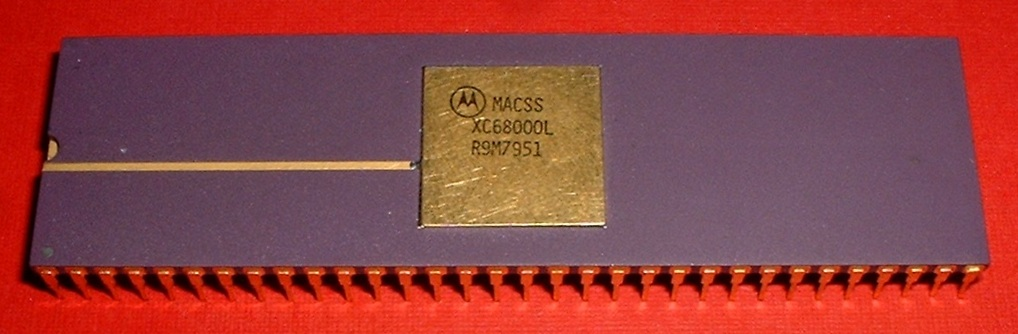
XC68000 z roku 1979

Motorola 68000 je v informatice označení 16/32bitového mikroprocesoru typu CISC od firmy Motorola, který zahájil řadu procesorů Motorola 680x0. Procesory byly navrhovány tak, aby byla zajištěna dopředná kompatibilita pro používaný software, tj. aby starší kód mohl běžet i na novějších modelech procesorů. Ještě v roce 2015 jsou procesory této řady stále vyráběny.

## Charakteristika
Procesor Motorola 68000 má 16bitovou aritmeticko-logickou jednotku a několik 32bitových registrů (dohromady 16). Adresa může být 32bitová, ale z procesoru je vyvedeno jen 24 adresních linek, takže lze osadit maximálně 16 MB operační paměti. Paměťový prostor byl typicky osazen 8–16 kB paměti ROM (pro základní systém, tehdy ještě ne plnohodnotný operační systém) a typicky zbytek do 64 kB pak běžnou pamětí RAM. Protože datová sběrnice procesorů řady Motorola 680x0 je pouze 16bitová, je nutné přenášet 32bitová data ve dvou cyklech (například při ukládání obsahu 32bitového registru do operační paměti RAM).

## Historie
Mikroprocesor 68000 vznikl z MACSS (Motorola Advanced Computer System on Silicon) projektu, započatém v roce 1976. Hlavním mottem od počátku projektu bylo „žádný kompromis“. Tvůrci architektury se ovšem příliš nezabývali zpětnou kompatibilitou. Nakonec však dokázali sladit periferní zařízení m68K k již existující 6800, ačkoliv kód této starší verze na novém čipu běžet nemohl. Protože ale Motorola ještě nechtěla opustit trh s osmibitovými procesory, byl společně s procesorem 68000 vyvíjen procesor 6809.
Pro nový čip se hledal obchodní název. Jméno 68000 bylo vybrané s ohledem na předchozí verzi 6800. Název byl spojován také se 68000 tranzistory, které byly obsažené v čipu. Ve skutečnosti se ale počet tranzistorů blížil 70000.
První vzorky MC68000 byly vytvořeny v roce 1979. Sériová výroba započala v roce 1980. Počáteční frekvence čipu byla 4, 6 a 8 MHz. V roce 1981 bylo dosaženo 10 MHz a v roce 1982 16,67 MHz.
Firma Motorola přestala vyrábět mikroprocesory HMOS MC68000 a MC68008 v roce 1996. Výrobce jader Freescale Semiconductor se zabýval ještě výrobou dalších čipů například MC68HC000, MC68302. Později následovala řada DragonBall a Coldfire.

## Aplikace
Na počátku 80. let byla řada mikroprocesoru 68000 jako první užívaný mikroprocesor v drahých systémech a víceuživatelských mikropočítačích, jako například WICAT 150. Tento typ používaly například systémy Tandy TRS 80 Model 16, pracovní stanice Hewlett Packard HP9000, systémy Sun Microsystems. Unix systémy brzo opustily původní verzi 68000 z důvodu technologického omezení mikroprocesoru. Jeho odvozeniny však v 80. letech zůstaly populární.
V polovině 80. let klesla cena 68000 a mikroprocesor začal být používán v osobních počítačích. Například Apple Lisa a Macintosh. Následovaly Atari ST, Commodore Amiga. Modelová řada 68008 byla použita pouze v jednom osobním počítači a to Sinclair QL.
Mikroprocesor 68000 byl často používaný jako řadič v tiskárnách. Byl použit již v roce 1981 v laserových tiskárnách. V roce 1984 používaný v HP LaserJet, kde jako řadič sloužila 8MHz 68000. Série 68000 byla v laserových tiskárnách hojně používaná až do konce 80. let. Na počátku 90. let sloužila v podřadných tiskárnách. Úspěch měla i na poli průmyslových řídicích systémů.
Mikroprocesor se uplatnil i v herních konzolích v 80. letech a na počátku let 90. Například konzole Sega Mega Drive.
Řada CPU 68000 a později 68020 byla též použita pro špičkové (ve své době) šachové počítače Mephisto (nyní spadá pod Saitek).
Firma Texas Instruments využívala řadu 68000 ve svých vědeckých kalkulátorech. Například modely TI-89 a TI-92. První kalkulátory fungovaly na taktovací frekvenci 10 MHz, další verze hardware používaly 12 MHz. Spolu s operačním systémem těchto kalkulátorů AMS (Advanced Matematics Software) poskytovaly silný nástroj na řešení matematických operací.